# Acuerdos de París (1955)

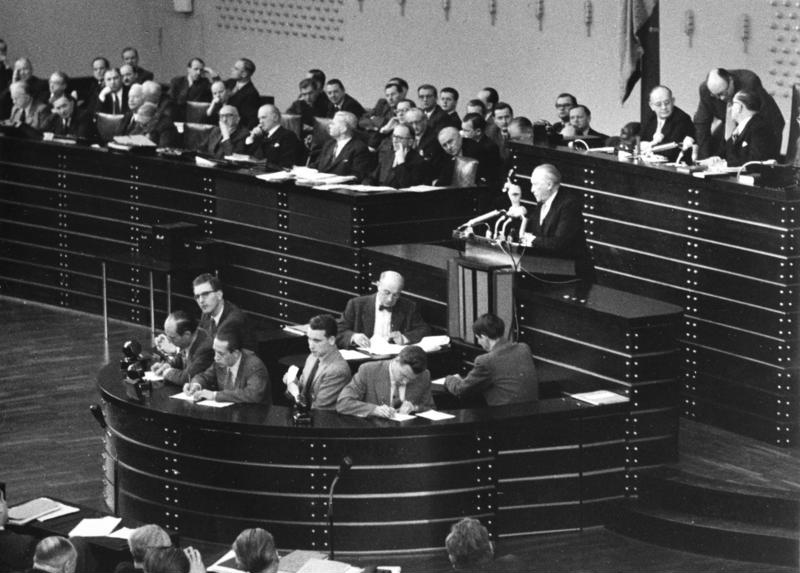
Discurso sobre los Acuerdos de París pronunciado por el Canciller Konrad Adenauer en el Bundestag alemán el 25 de febrero de 1955.

Los Acuerdos de París fueron un conjunto de tratados internacionales redactados y adoptados en 1954/55 que entraron en vigor el 5 de mayo de 1955, incluyendo los Acuerdos de Bonn, revisados como parte más importante. Pusieron fin al régimen de ocupación en Alemania Occidental, abolieron el estatuto de ocupación y establecieron una soberanía parcial para la República Federal de Alemania. La autoridad estatal de la República Federal sobre sus asuntos internos y externos permaneció limitada en la medida en que las tres potencias occidentales conservaron sus derechos de la Declaración de Berlín con respecto a Alemania en su conjunto y a Berlín. Las restricciones a través de los derechos de reserva de los aliados continuaron más allá de la reunificación alemana en 1990 hasta que el Tratado Dos más Cuatro entró en vigor el 15 de marzo de 1991, pero fueron declarados suspendidos el 2 de octubre de 1990.
Los acuerdos contienen un total de once tratados y acuerdos, incluidos los siguientes contratos individuales:
- Tratado General (eliminación del régimen de ocupación, según el artículo 1, la República Federal recibió «el pleno poder de un estado soberano sobre sus asuntos internos y externos»).
- Unirse a la Unión Europea Occidental (UEO).
- Unirse a la OTAN.
- Tratado sobre la residencia de fuerzas armadas extranjeras en la República Federal de Alemania (contrato de residencia).
- Acuerdo entre los gobiernos de la República Federal de Alemania y la República Francesa sobre el Estatuto del Sarre.

## Conclusión de los contratos

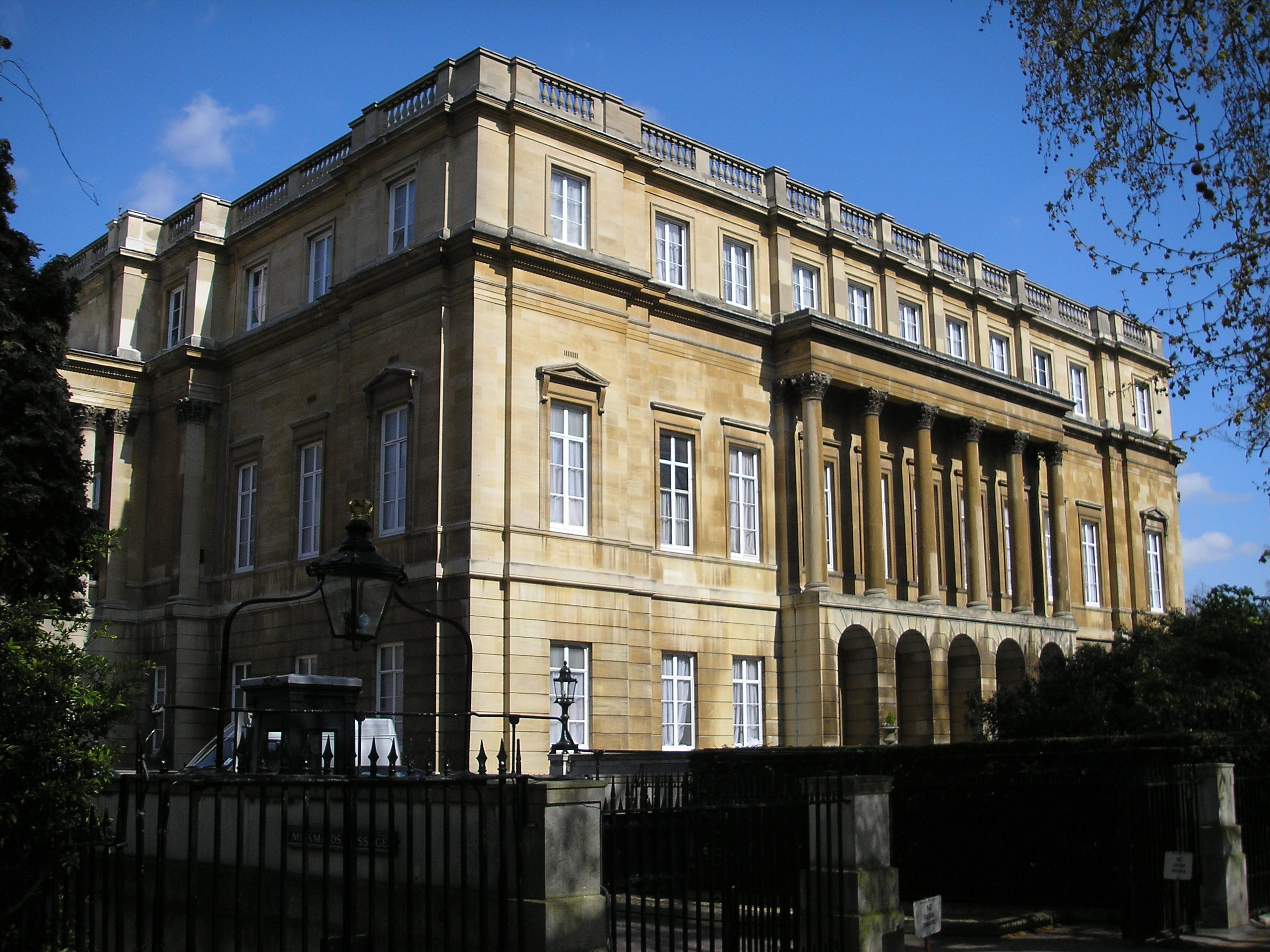
Casa de Lancaster.

Tras la ratificación de los Acuerdos de París el 30 de enero, después del fracaso de la Asamblea Nacional francesa en agosto de 1954, y con ella de la Comunidad Europea de Defensa (CED), en dos conferencias internacionales se discutieron y plasmaron en forma de tratados planes alternativos que había preparado el ministro de Asuntos Exteriores británico, Anthony Eden. Del 28 de septiembre al 3 de octubre de 1954 tuvo lugar en Lancaster House, en el West End de Londres, una conferencia de nueve potencias en la que participaron los seis estados de la CED, Gran Bretaña, los Estados Unidos y Canadá. Los gobiernos de Estados Unidos (Gabinete Eisenhower) y Gran Bretaña (Gabinete Churchill III) declararon su voluntad de estacionar fuerzas militares en el continente europeo. El acta final de la Conferencia de las nueve potencias (también llamada Acta de Londres), estaba prevista para el 23 de octubre de 1954 en París. En la Conferencia de Ministros de Asuntos Exteriores de París (del 19 al 23 de octubre), los estados participantes decidieron los tratados pertinentes. Cuatro conferencias diferentes en París formularon y discutieron estos tratados:
- Una conferencia cuatripartita discutió el fin del régimen de ocupación
- Una conferencia de siete potencias discutió la ampliación del Pacto de Bruselas
- Una conferencia de quince potencias discutió la admisión de la República Federal de Alemania en la OTAN
- Francia y la República Federal discutieron la cuestión del Sarre y las relaciones franco-alemanas

Los tratados fueron firmados en París el 23 de octubre por los miembros del Tratado de Bruselas, la República Federal Alemana e Italia, ratificados en el Bundestag el 27 de febrero de 1955  y entraron en vigor el 5 de mayo de 1955.

## Soberanía de Alemania

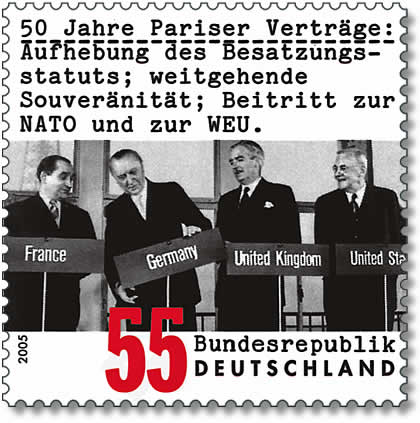
Sello vintage de 2005 de la República Federal de Alemania.

Los Acuerdos de París garantizaron la soberanía a la República Federal de Alemania en un sistema negociado de confirmaciones y compromisos. Se disolvieron el Alto Comisionado Aliado y las oficinas de los comisionados estatales en la República Federal y se abolió el Estatuto de ocupación. Sin embargo, la soberanía de Alemania estaba sujeta a importantes restricciones. Varios artículos de los tratados la limitaban (véase Derechos de reserva aliados después de 1955). Las tropas aliadas en territorio de la República Federal recibieron derechos especiales garantizados contractualmente en virtud de los tratados de la OTAN. Las tres potencias aliadas occidentales siguieron siendo responsables del desarme y la “desmilitarización” de Alemania. También se mantuvieron los derechos y responsabilidades con respecto a Berlín y Alemania en su conjunto, incluida la reunificación alemana y un tratado de paz (Estatus de cuatro potencias). En este contexto, los aliados occidentales declararon que en general querían que el gobierno federal participara en las decisiones tomadas por las potencias ocupantes que afectaban a Berlín, que estaba bajo una administración de cuatro poderes.
Durante las rondas de negociación, se revisaron una serie de disposiciones de los Acuerdos de Bonn de 1952 que podrían haberse interpretado como restricciones a la soberanía alemana. Se han eliminado o modificado los siguientes:
- El derecho de las tres potencias victoriosas occidentales a estacionar fuerzas armadas en la República Federal a su propia discreción.
- El derecho de las tres potencias a declarar el estado de emergencia y a tomar medidas a su propia discreción para restablecer el orden o la seguridad de sus fuerzas armadas, la llamada «cláusula de emergencia».
- Las competencias del tribunal arbitral previsto para tomar medidas dentro de la República Federal en los ámbitos legislativo, jurisprudencial y administrativo.
- Una serie de disposiciones individuales en el acuerdo de transferencia.

## Unirse a la UEO y la OTAN
Italia y la República Federal de Alemania fueron aceptadas en el Pacto de Bruselas, que se amplió a la UEO y se incluyeron en su sistema de asistencia militar mutua. Esto creó un sistema de control de armas y estableció límites superiores para las fuerzas armadas de cada país miembro. Al mismo tiempo, la República Federal anunció su renuncia a las armas de destrucción masiva. Estados Unidos, Gran Bretaña y Canadá prometieron mantener fuerzas armadas en el continente europeo. La República Federal fue aceptada en la OTAN como un estado miembro en gran medida igualitario. Todas las fuerzas armadas de los Estados miembros de la OTAN en Europa quedaron bajo el control del Comandante supremo aliado en Europa.
El acuerdo sobre el Estatuto del Sarre preveía la “europeización” del Sarre, que Francia había separado de la zona de ocupación francesa y luego también de la República Federal, una solución que redundaba en interés de Francia. Sin embargo, esta solución fracasó en un referendo.
El día en que se firmaron los Acuerdos de París, las potencias occidentales recibieron una nota diplomática de la Unión Soviética proponiendo una conferencia cuatripartita sobre el restablecimiento de la unidad alemana. Posteriormente se propuso una conferencia de seguridad europea. Poco antes de la primera lectura de los tratados en el Bundestag llegó la tercera nota: si se decidiera el rearme de Alemania Occidental, la Unión Soviética ya no discutiría más la unidad alemana.

## Ratificación
En una carta al Canciller Federal del 23 de enero de 1955, el líder del partido SPD, Erich Ollenhauer, exigió que las ofertas de la Unión Soviética se pusieran a prueba antes de que se ratificaran los Tratados de París para restaurar la unidad alemana mediante negociaciones entre las cuatro potencias. Según el SPD, la aceptación de los tratados consolidaría la división de Alemania. Todos los gobiernos occidentales, por otra parte, vieron la medida soviética como una maniobra perturbadora y engañosa cuyo objetivo era impedir la ratificación de los Tratados de París.
Los Tratados de París y el Estatuto del Sarre fueron aprobados por el Bundestag alemán el 27 de febrero de 1955 contra los votos de los socialdemócratas, y el Bundesrat también los acordó el 18 de marzo de 1955. Tras la ratificación, el Tratado alemán entró en vigor el 5 de enero. Entró en vigor en mayo de 1955 y al día siguiente la República Federal se convirtió en miembro de la UEO y de la OTAN.
La Unión Soviética respondió el 14 de mayo de 1955 con una conferencia en Varsovia, donde firmó un «tratado de amistad, cooperación y asistencia mutua», el Pacto de Varsovia, junto con Albania, Bulgaria, Alemania Oriental, Polonia, Rumania y Checoslovaquia.
Tras ser rechazado en el referendo, el Estatuto del Sarre fue sustituido por el Tratado del Sarre el 17 de octubre de 1956. El Sarre fue finalmente incorporado a la República Federal como nuevo estado el 1 de enero de 1957. Los derechos de reserva de las antiguas potencias ocupantes occidentales con respecto a la seguridad de sus fuerzas armadas estacionadas en la República Federal, acordados en los Acuerdos de Bonn, expiraron con la reforma constitucional de la Ley Fundamental del 14 de junio de 1968, la Constitución de Emergencia (en alemán: Notstandsverfassung).

## Orden cronológico
| Firmado → En vigor → Documento: | 1948 Tratado de Bruselas*                               | 1951 1952 Tratado de París      | 1954 1955 Modificación del Tratado de Bruselas* | 1957 1958 Tratados de Roma                      | 1965 1967 Tratado de Fusión                     | 1975 N/A Creación de TREVI*                     | 1985 Acuerdo de Schengen*                     | 1986 1987 Acta Única Europea                  | 1992 1993 Tratado de Maastricht               | 1992 1993 Tratado de Maastricht | 1997 1999 Tratado de Ámsterdam | 2001 2003 Tratado de Niza | 2007 2009 Tratado de Lisboa | 2007 2009 Tratado de Lisboa |  |
| |                                                         |                                 |                                                 |                                                 |                                                 |                                                 |                                               |                                               |                                               |                                 |                                |                           |                             |                             |  |
| Tres pilares de la Unión Europea: |                                                         |                                 |                                                 |                                                 |                                                 |                                                 |                                               |                                               |                                               |                                 |                                |                           |                             |                             |  |
| Comunidades Europeas: |                                                         |                                 |                                                 |                                                 |                                                 |                                                 |                                               |                                               |                                               |                                 |                                |                           |                             |                             |  |
| | Comunidad Europea de la Energía Atómica (Euratom)       |                                 |                                                 |                                                 |                                                 |                                                 |                                               |                                               |                                               |                                 |                                |                           |                             |                             |  |
| |                                                         |                                 | Comunidad Europea del Carbón y del Acero (CECA) | Comunidad Europea del Carbón y del Acero (CECA) | Comunidad Europea del Carbón y del Acero (CECA) | Comunidad Europea del Carbón y del Acero (CECA) | Expirado en 2002                              | Expirado en 2002                              | Expirado en 2002                              |                                 | Unión Europea (UE)             | Unión Europea (UE)        |                             |                             |  |
| |                                                         |                                 | Comunidad Económica Europea (CEE)               |                                                 |                                                 |                                                 |                                               |                                               |                                               |                                 | Unión Europea (UE)             | Unión Europea (UE)        |                             |                             |  |
| |                                                         |                                 |                                                 | Reglas de Schengen*                             |                                                 |                                                 | Comunidad Europea (CE)                        | Comunidad Europea (CE)                        |                                               |                                 | Unión Europea (UE)             | Unión Europea (UE)        |                             |                             |  |
| |                                                         | TREVI*                          | TREVI*                                          | TREVI*                                          | Asuntos de Justicia y de Interior (AJI)         |                                                 | Comunidad Europea (CE)                        | Comunidad Europea (CE)                        |                                               |                                 | Unión Europea (UE)             | Unión Europea (UE)        |                             |                             |  |
| | Cooperación Judicial y Policial en materia Penal (CJPP) | TREVI*                          | TREVI*                                          | TREVI*                                          | Asuntos de Justicia y de Interior (AJI)         |                                                 |                                               |                                               |                                               |                                 | Unión Europea (UE)             | Unión Europea (UE)        |                             |                             |  |
| |                                                         |                                 |                                                 |                                                 | Cooperación Política Europea (CPE)*             | Política Exterior y de Seguridad Común (PESC)   | Política Exterior y de Seguridad Común (PESC) | Política Exterior y de Seguridad Común (PESC) | Política Exterior y de Seguridad Común (PESC) |                                 | Unión Europea (UE)             | Unión Europea (UE)        |                             |                             |  |
| Unión Occidental (UO)* | Unión Occidental (UO)*                                  | Unión Europea Occidental (UEO)* | Unión Europea Occidental (UEO)*                 | Unión Europea Occidental (UEO)*                 | Unión Europea Occidental (UEO)*                 | Unión Europea Occidental (UEO)*                 | Unión Europea Occidental (UEO)*               |                                               |                                               |                                 |                                | Unión Europea (UE)        |                             |                             |  |
| Unión Occidental (UO)* | Unión Occidental (UO)*                                  | Unión Europea Occidental (UEO)* | Unión Europea Occidental (UEO)*                 | Unión Europea Occidental (UEO)*                 | Unión Europea Occidental (UEO)*                 | Unión Europea Occidental (UEO)*                 | Unión Europea Occidental (UEO)*               | Expirado en 2011                              |                                               |                                 |                                |                           |                             |                             |  |
| *Estos tratados inicialmente no formaban parte de la UE y no estaban incluidos todos los países, pero posteriormente sus acuerdos fueron incorporados a la UE. |                                                         |                                 |                                                 |                                                 |                                                 |                                                 |                                               |                                               |                                               |                                 |                                |                           |                             |                             |  |

## Literatura
- Ellinor von Puttkamer: Vorgeschichte und Zustandekommen der Pariser Verträge vom 23. Oktober 1954. In: Zeitschrift für ausländisches öffentliches Recht und Völkerrecht, Bd. 17, 1956/57, S. 448–475 (PDF; 2,9 MB).